# Killer Joe
Killer Joe is een Amerikaanse thriller uit 2011 onder regie van William Friedkin.

## Verhaal
Chris Smith heeft een schuld van 6000 dollar bij een drugsbaron, nadat zijn moeder hem zijn voorraadje heeft afgenomen. Hij gaat wanhopig op zoek naar het woonwagenkamp van zijn vader met een plan. Hij wil een huurmoordenaar inschakelen om zijn gehate moeder te doden, zodat hij het geld van haar levensverzekering kan opstrijken.

## Rolverdeling
| Acteur              | Personage         |
| ------------------- | ----------------- |
| Matthew McConaughey | Killer Joe Cooper |
| Emile Hirsch        | Chris Smith       |
| Juno Temple         | Dottie Smith      |
| Thomas Haden Church | Ansel Smith       |
| Gina Gershon        | Sharla Smith      |
| Marc Macaulay       | Digger Soames     |